# Pulo Brayan Darat I
Pulo Brayan Darat I is een bestuurslaag in het regentschap Medan van de provincie Noord-Sumatra, Indonesië. Pulo Brayan Darat I telt 20.459 inwoners (volkstelling 2010).